# Sân bay Zhigansk
Sân bay Zhigansk (IATA: ZIX, ICAO: UEVV) là một sân bay ở Zhigansk, Cộng hòa Sakha, Nga.

## Hãng hàng không và điểm đến
| Hãng hàng không  | Các điểm đến |
| ---------------- | ------------ |
| Yakutia Airlines | Yakutsk      |

## Thống kê
Nguồn: